# Richard A. Colla
Richard Anthony Colla (n. 18 aprilie 1936 – d. 24 decembrie 2021, Beverly Hills, California, SUA), uneori menționat și ca Dick Colla, a fost un regizor și actor american de film și televiziune.

## Viață și carieră
Richard Anthony Colla s-a născut la 18 aprilie 1936.
Ca actor de televiziune l-a interpretat pe Tony Merritt în telenovela Days of Our Lives. Ca regizor a realizat, printre altele, episoade ale serialelor The Virginian, Battlestar Galactica, McCloud, Miami Vice, MacGyver, Hunter; Verdict crimă; Gunsmoke⁠(d), Ironside; Trapper John, MD⁠(d).
Colla a regizat lungmetrajele Olly Olly Oxen Free⁠(d) (1978) cu Katharine Hepburn, Fuzz⁠(d) (1972) cu Burt Reynolds și Zig Zag (1970) cu George Kennedy. Inițial, el a fost luat în considerare să regizeze filmul Sometimes a Great Notion (1971), dar a fost înlocuit de vedeta filmului, Paul Newman. 
În cea mai mare parte a anilor 1990, a regizat o serie de filme de televiziune, ultimul său film TV a fost Growing Up Brady⁠(d) (2000).
Colla a murit la Beverly Hills, California, la 24 decembrie 2021, având vârsta de 85 de ani.

## Filmografie
- Zig Zag⁠(d) (1970)
- Fuzz⁠(d) (1972)
- The Questor Tapes (1974)
- Live Again, Die Again⁠(d) (1974)
- The UFO Incident⁠(d) (1975)
- Battlestar Galactica⁠(d) (1978)
- Olly Olly Oxen Free⁠(d) (1978)
- Don't Look Back: The Story of Leroy 'Satchel' Paige⁠(d) (1981)
- Something Is Out There⁠(d) (1988)
- Blind Witness⁠(d) (1989)
- Desperate Rescue: The Cathy Mahone Story⁠(d) (1993)
- Web of Deception⁠(d) (1994)
- Love's Deadly Triangle: The Texas Cadet Murder⁠(d) (1997)
- Ultimate Deception⁠(d) (1999)
- Blue Valley Songbird⁠(d) (1999)
- Growing Up Brady⁠(d) (2000)